# 一の宮郵便局
一の宮郵便局（いちのみやゆうびんきょく）は、熊本県阿蘇市にある郵便局。民営化前の分類では集配特定郵便局であった。

## 概要
住所：〒869-2699 熊本県阿蘇市一の宮町宮地2300
民営化直前の集配業務再編において、多くの集配特定郵便局は配達センターとなったが、当局は地域郵便輸送の拠点として統括センターとされたため、民営化・分社に際し郵便事業株式会社一の宮支店が併設された。
2012年10月に、それぞれの運営会社だった郵便事業株式会社と郵便局株式会社の統合によって日本郵便株式会社が発足したことに伴い、それぞれの店舗も統合された。

## 沿革
- 1874年（明治7年）12月16日 - 宮地（みやじ）郵便取扱所として開設[1]。
- 1875年（明治8年）1月1日 - 宮地郵便局（五等）となる。
- 1876年（明治9年） - 宮地村ノ内宮地郵便局に改称。
- 1882年（明治15年）1月26日 - 再び宮地郵便局に改称。
- 1885年（明治18年）10月1日 - 貯金取扱を開始。
- 1895年（明治28年）3月28日 - 宮地郵便電信局となる。
- 1903年（明治36年）4月1日 - 通信官署官制の施行に伴い宮地郵便局となる。
- 1951年（昭和26年）4月1日 - 電気通信業務の取扱を、新設の宮地町電報電話局に移管[2]。
- 1956年（昭和31年）10月1日 - 電話通話および和文電報受付事務の取扱を開始[3]。
- 1974年（昭和49年）12月2日 - 一の宮郵便局に改称。
- 2007年（平成19年）10月1日 - 民営化に伴い、併設された郵便事業一の宮支店に一部業務を移管。
- 2012年（平成24年）10月1日 - 日本郵便株式会社発足に伴い、郵便事業一の宮支店を一の宮郵便局に統合。

## 取扱内容
- 郵便、印紙、ゆうパック、内容証明
- 貯金、為替、振替、振込、国際送金、国債
- 生命保険、バイク自賠責保険
- 阿蘇市内の一部地域（郵便番号869-26xx地域）の集配業務
- ゆうゆう窓口
- ゆうちょ銀行ATM

## 周辺
- 阿蘇山
- 阿蘇神社
- 熊本県立阿蘇高等学校
- 阿蘇市立宮地小学校
- 阿蘇市立一の宮図書館
- 阿蘇警察署
- 国道57号

## アクセス
- JR豊肥本線 宮地駅から北へ400m（徒歩約6分）
- 産交バス 阿蘇地域振興局前停留所、もしくは阿蘇高校前停留所下車
- 熊本県道11号別府一の宮線沿い
- 駐車場あり：2台